# Goldkehlpitta
Die 18,5–21 Zentimeter große Goldkehlpitta (Hydrornis gurneyi, Syn.: Pitta gurneyi) ist eine der am stärksten bedrohten Vogelarten der Welt.

## Aussehen
Das Männchen dieser Vogelart hat ein braunes Rückengefieder, der Bauch, der Kopf und der Schnabel sind schwarz. Das Rückengefieder sowie die Flügel sind braun, die Beine sind orange. Auffällig sind ein blauer, dicker Streifen am Hinterkopf und die weiße Kehlpartie. 

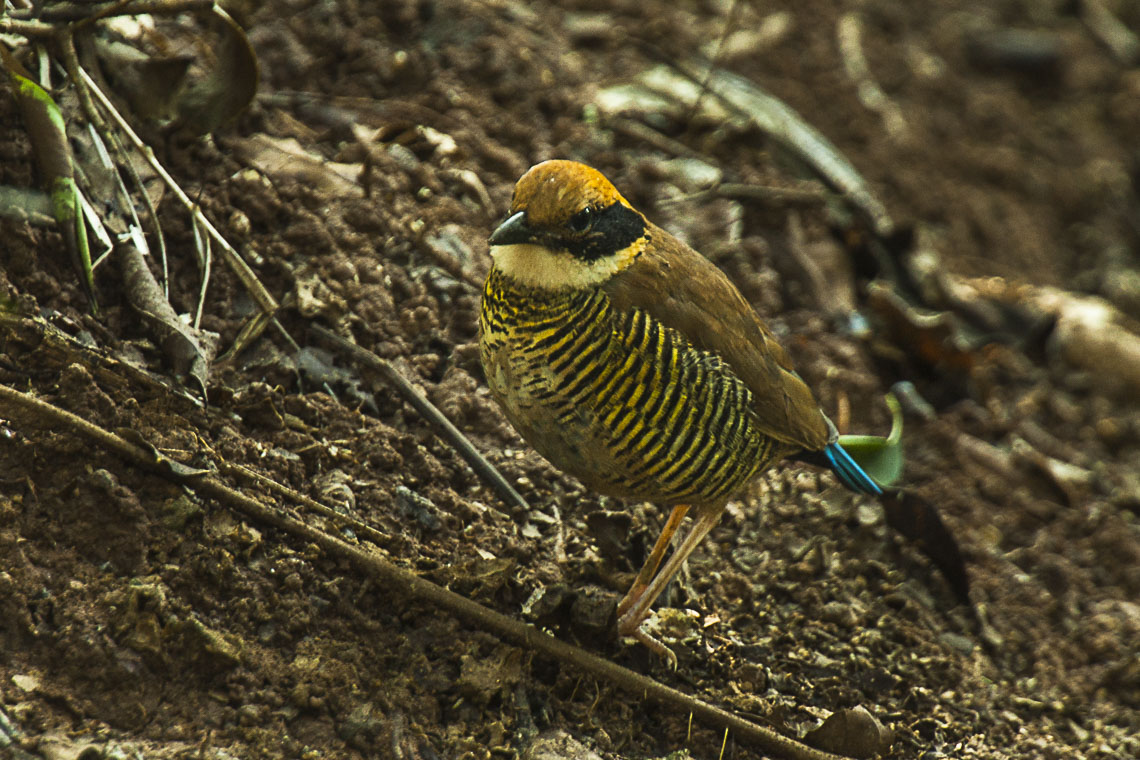
Weiblicher Goldkehlpitta

Das Weibchen hat einen gelben Bauch, der mit vielen dicken schwarzen Streifen versehen ist. Der vordere Teil des Kopfes ist braun, hinten schwarz. Die Kehle ist mit einem dicken, länglichen, gelben Streifen versehen. Der Rücken ist braun, die Beine sind orange und das Schwanzende ist metallisch bläulich gefärbt.

## Verbreitung und  Lebensweise
Das Verbreitungsgebiet dieser Art ist ein 500 Kilometer breiter Landstrich, welcher sich von Nordwesten der Malaysischen Halbinsel, entlang der Westküste von Thailand bis in den Süden Burmas erstreckt. Der Goldkehlpitta bewohnt die dortigen unberührten Urwälder vom Flachland bis in eine Höhe von 900 Metern. Die Vögel sind sehr territorial. Als Nahrung dienen ihnen Insekten, Schnecken, Würmer, welche sie im Laub der Urwaldbäume suchen. Um Gehäuseschalen oder ähnliches zu knacken, nehmen sie kleine Steine als Amboss. Das Männchen ruft am Morgen und Abend mit einem lauten Doppelruf und schlägt dabei die Flügel auf und zu und wippt dabei mit den Schwanz auf und ab.

## Fortpflanzung
Das Weibchen legt 1–7 weiße oder hellbraune ovale Eier in ein kugelförmiges Nest aus Wurzeln und Zweigen, welches in Baumhöhlen angelegt wird. Die Brutdauer beträgt bis zu 17 Tage. Beim Schlupf wiegen die Jungen zwischen 5 und 10 Gramm. Die Jungen verbleiben noch bis zu 3 Wochen im Nest und werden von beiden Elternteilen versorgt.

## Gefährdung und Schutzmaßnahmen
Als Hauptursachen für den Rückgang dieser Art ist die Zerstörung der Urwälder durch Brandrodung, Holzeinschlag, Umwandlung in landwirtschaftliche Flächen (Palmölplantagen), Nachstellungen durch Hauskatzen und der Fang und illegale Handel für Vogelliebhaber zu nennen, was sie ernsthaft in ihrem Bestand bedroht. Zwischen 1952 und 1986 galt diese Vogelart als verschollen. Bei der Wiederentdeckung 1986 lag der Wildbestand dieser Art bei nur einem Pärchen und 2004 bei 24 Exemplaren weltweit. Heute kommt diese Art nur noch in einem 50 km² großen Gebiet im südlichen Myanmar und Thailand vor. Zum Schutz dieser Art wurde der Lenya-Nationalpark errichtet. Darüber hinaus sind wissenschaftliche Untersuchungen in ihrem Lebensraum angelaufen, um weitere konkrete Maßnahmen zum Schutz der Art zu etablieren.